# Velikij Novgorod
Velikij Novgorod (1999-ig hivatalosan: Novgorod, oroszul: Великий Новгород, «Nagy Novgorod» vagy «Nagy Újváros», latinul: Novogardia Magna) város Oroszország északnyugati szövetségi körzetében, a Novgorodi terület székhelye, a legősibb és egyik legfontosabb orosz történelmi város. Óskandináv nyelveken (pl. varég) Holmgard (továbbá Holmgarðr, Hólmgarður, Holmgaard, Holmegård) volt a neve. A város a Moszkva és Szentpétervár közötti úton fekszik (180 km-re délkeletre Szentpétervártól), a Volhov folyó mentén, amely az Ilmeny-tóból ered. Lakossága: 218 717 fő (a 2010. évi népszámláláskor). Novgorod történelmi emlékei 1992-ben felkerültek az UNESCO világörökség-listájára.
Velikij Novgorod Oroszország egyik legősibb városa. Egyes krónikák (például a Novgorodi Első Krónika) szerint itt történt a varégok meghívása – amely hagyományosan az orosz és oroszországi államiság kezdetéhez kötődik –, illetve Novgorod volt az orosz területek első fővárosa. A középkorban Kijev után a második legfontosabb központja volt a Kijevi Rusznak. A 12–15. században a Novgorodi Köztársaság központja volt egészen 1478-ig, amikor Moszkva uralma alá került, ezt követően pedig a Novgorodi területek központja lett az Orosz Cárság részeként.
A város hivatalos alapítási éve 859, amelyet egy 16. századi, későbbi Nikon-krónika említ először. A 12. században írt Elmúlt idők krónikája (Повесть временных лет) 862-re teszi az első említést a városról. Azonban a krónikák utólagos visszavetítése miatt a régészeti leletek alapján a város megbízhatóan csak a 930-as évektől datálható. A régészek szerint Novgorod a 9–10. század fordulóján vagy a 10. század elején jött létre, az Ilmeny-tóból eredő Volhov folyó kezdeténél.
Novgorod nem szenvedett el mongol támadást, bár adót fizetett az Arany Hordának. Így megőrizte egyedülálló, mongol előtti óorosz építészeti emlékeit, köztük a híres Szent Szófia-székesegyházat. Az egyik legstabilabb és leggazdagabb ősi orosz város maradt, amely nem esett szét kisebb fejedelemségekre a 11–12. században.

## Történelme

### Kezdetek – a Rurik-dinasztia alapítása

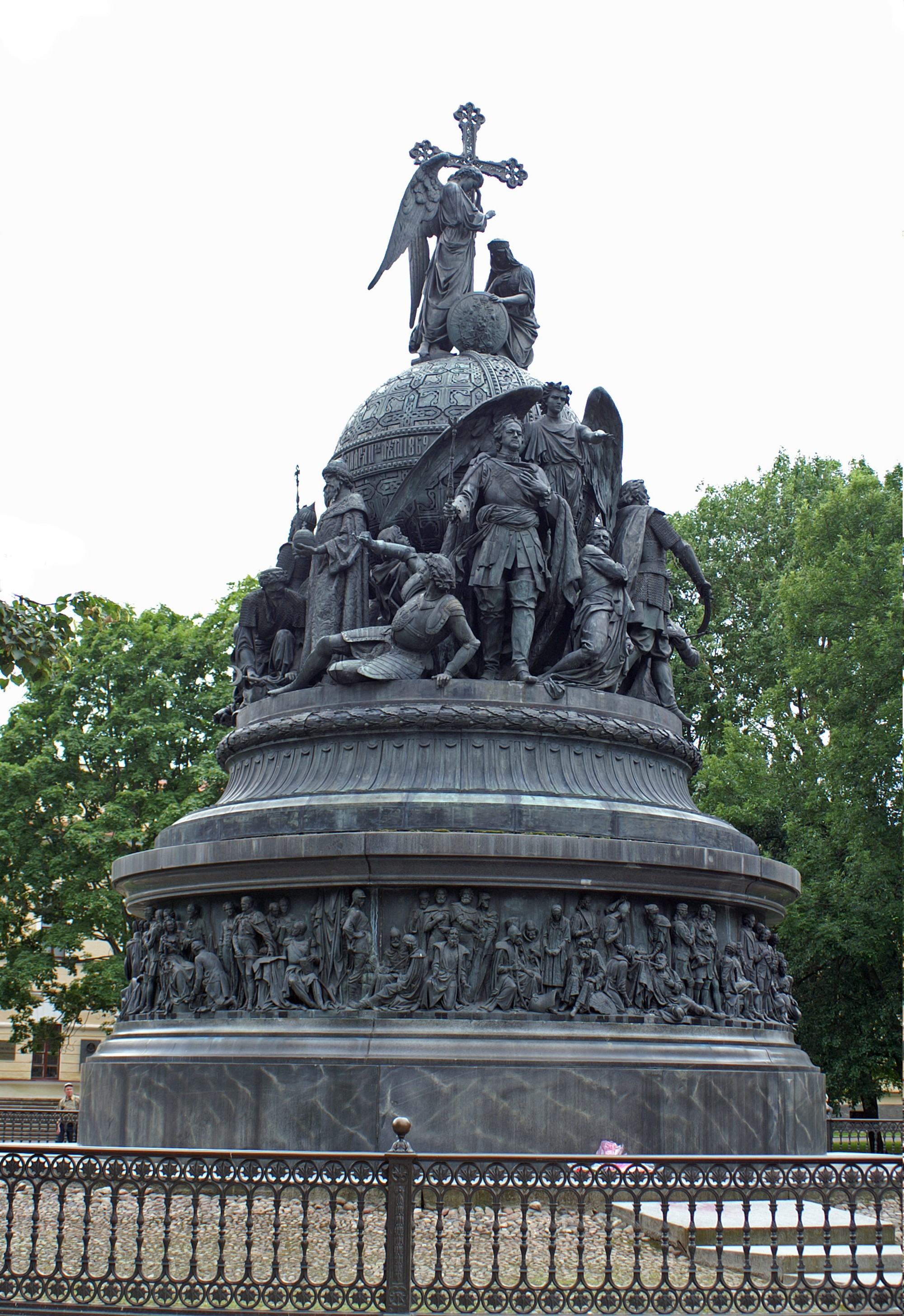
Oroszország millenniumi emlékműve, bronzharang formájában (1862).

Neve ellenére Novgorod a legősibb orosz város. Első említése 859-re datálható, amikor már egy fontos állomás volt a varégok (a mai svéd területekről származó vikingek) kereskedelmi útvonalán a Baltikum és Bizánc között. Az ősi orosz évkönyvek (Régmúlt idők elbeszélése) szerint ekkor a varégok adót szedtek a környék szláv és finnugor törzseitől. (Anglia is ebben az évben kezdett adózni – Danegeld – a dán vikingeknek.) 862-ben a finn és szláv törzsek fellázadtak a vikingek ellen, de hamarosan egymás ellen fordultak. Az orosz krónika szerint a felfordulás miatt a helyi vezetők újra behívták a varégokat, hogy „jöjjenek és uralkodjanak”. Rurik (kb. 830-879), két testvérével (Truvor és Sineus) a varégok élén – akiket ruszoknak is neveztek – letelepedtek Holmgard körül.
A skandináv mitológia (sagák) szerint Holmgard már sokkal régebben létezett volna, de el kell választani a mítoszokat a történelmi tényektől. A Holmgard név eredetileg egy erődítményre utal délkeletre a jelenlegi várostól (Rurikovo Gorogyiscse – elnevezése későbbről származik, utalva Rurikra, aki a legendák szerint itt rendezte be „fővárosát”). Archeológiai adatok szerint a Gorogyiscse a 9. század közepéről származik, míg a város a 9. szd. végéről, talán innen az „újváros” elnevezés. Mindenesetre a 10. század közepén Novgorod már kifejlett középkori város és politikai központ volt. A magát innen származtató Rurik-dinasztia több mint 750 éven át uralkodott Oroszországban.
882-ben Rurik utódja, Oleg bevette Kijevet és azt új birodalma, a Kijevi Rusz fővárosává tette. Novgorod a második legfontosabb város lett, egyben továbbra is fontos kereskedelmi központ. A viking tradíciók jegyében ennek fejévé legidősebb fiát tette meg. A skandináv mitológiában ettől fogva Novgorodot „Gardarike” fővárosaként említik. A belső skandináv kapcsolatok erősségét jelzi, hogy négy norvég király is – Olav Tryggvason, Olav Haraldsson, Magnus Olavsson és Keménykezű Harald – Novgorodban keresett menedéket, amikor alulmaradt a belső küzdelmekben. A 900-as évek elején Novgorod hadjáratot vezetett Konstantinápoly (óskandináv: Miklagard) ellen kereskedelmi kapcsolatainak biztosítása érdekében. E hadjárat hozzájárult a keleti szláv törzsek egységesítéséhez a Kijevi Rusz fennhatósága alatt.
Novgorod fejlődésére nagy hatást gyakorolt Bölcs Jaroszláv uralkodása (szül. kb. 978, uralkodott 1019-1054). (Mivel a vikingek hódításaikra általában túlnyomórészt csak férfiakból álló csapatokban indultak, etnikailag mindenhol – Britanniában, Normandiában, Szicíliában is – hamar asszimilálódtak a meghódított népességben. Ugyanakkor a férfiak távozása a törzsterületekről hozzájárult az ottani többnejűség továbbéléséhez – ami pedig eredetileg az egyik oka volt a kirajzásnak.)
Bölcs Jaroszláv a testvérével a Kijevi Rusz trónjáért folytatott harcában elnyerte a novgorodi polgárság és a varégek támogatását. Cserében privilégiumokat adott a városnak. Ő bocsátotta ki az első írásos orosz törvényeket. A kereszténység bevezetése a 900-as évek végén Novgorodot fontos egyházi központtá tette. Jaroszláv építtette a Szent Szófia-katedrálist (lásd fent, 1045). Novgorod az 1100-as évekre érsekség rangjára emelkedett, és az egész orosz ortodox egyház központja volt.

### Novgorodi Köztársaság
1136-ban a novgorodi kereskedők és bojárok felkelése nyomán a városállam elszakadt Kijevtől és kikiáltotta a Novgorodi Köztársaságot. Nem sokkal ezután a tatárok elfoglalták a Kijevi Rusz, azaz a korabeli Oroszország túlnyomó részét. Novgorod a várost körülvevő mocsaraknak köszönhetően kerülte el a pusztítást.
A városállam fokozatosan megszilárdította hatalmát Északkelet-Európa jelentős részén, a mai Finnország és Észtország területétől egészen az Ural északi részéig. Vezetője a „poszadnyik” volt, egyfajta polgármester, akit nyilvános gyűlésen (vecse) választott meg a városi arisztokrácia. A vecse uralkodót is választott, de ennek döntéseit a polgármesternek kellett ellenjegyeznie ahhoz, hogy azok életbe léphessenek. Az 1200-as években Novgorod a Hanza-szövetség része lett, egyúttal az öt legfontosabb európai kereskedőváros egyike, Bergen, Brugge és London mellett. Sok német kereskedő is letelepedett, akik a várost Naugard-nak hívták. Fő exportcikkei a szőrmék, bőrök, viasz, méz, len és szurok voltak. Európából szöveteket és fémeket, Oroszország központi részeiről gabonát importált. Jelentős tranzitkereskedelmet folytatott Közép-Ázsiával is.
A középkor jelentős részében Novgorod kedvező helyzetet élvezett, a kereskedelem mellett jelentős kulturális centrum is volt. Lakosságának többsége – Európában akkoriban szinte egyedülálló módon – tudott írni-olvasni, a drága papír mellett és helyett főleg a nyírfakérget használták az írásos kommunikációra. Már az 1000-es években megalapították az első iskolát, irodalmi élet alakult ki, könyveket is készítettek. Az első orosz írásos dokumentumok Novgorodban készültek. A város híres volt széles és tiszta útjairól. Szadko novgorodi kereskedő figurája az orosz folklór része lett.
A 13. század elejétől az országnak szembe kellett néznie a dán és német terjeszkedéssel, mely nagy területeket vont uralma alá a livóniai területeken (mai Lett- és Észtország). A dánokkal szemben az oroszok nem egyszer alulmaradtak, de a német alapítású kardtestvérek lovagrendjét sikerült legyőzniük.
Az 1200-as évek során Novgorodot nagy nyomás alá helyezte a Német Lovagrend, szövetségben a dánokkal. A német lovagok ugyanis egyesítették magukat a kardtestvérekkel és szintén terjeszkedni akartak Novgorod felé. 1240-ben előzőleg Alekszandr fejedelem leverte a várost fenyegető svédeket a Néva és az Izsora összefolyásánál, míg ezzel egy időben Dorpatból (a mai Tartúból) 2000 fős sereggel támadásra indultak Novgorod ellen a német lovagok, de 1242. április 5-én a Csúd-tó jegén lezajlott ún. jégcsatában döntő vereséget szenvedtek az Alekszandr Nyevszkij vezette mintegy 6000 fős orosz csapatoktól. (Ez a csata később nagy szerepet kapott az orosz és szovjet hazafias propagandában. Eisenstein filmet is készített Alekszandr Nyevszkij (magyarul: A jégmezők lovagja) címmel, amelyben – a valóságtól eltérően – úgy ábrázolja a küzdelem végét, hogy amikor a jég beszakad a keresztesek alatt, majdnem mind odavesztek, a maradék pedig fogságba esett.)
Novgorod az 1300-as években ért hatalma csúcspontjára. Lakossága elérte a 400 000 főt. A városban százszámra álltak templomok, kereskedelmi épületek, kisebb-nagyobb piacok. Építészete, ikonfestészete, aranyművessége Európa-szerte elismert volt. Ebben az évszázadban kezdődött azonban a hanyatlás is, valamint a Moszkvával folytatott hatalmi harc.

### Beolvasztás a moszkvai fejedelemségbe

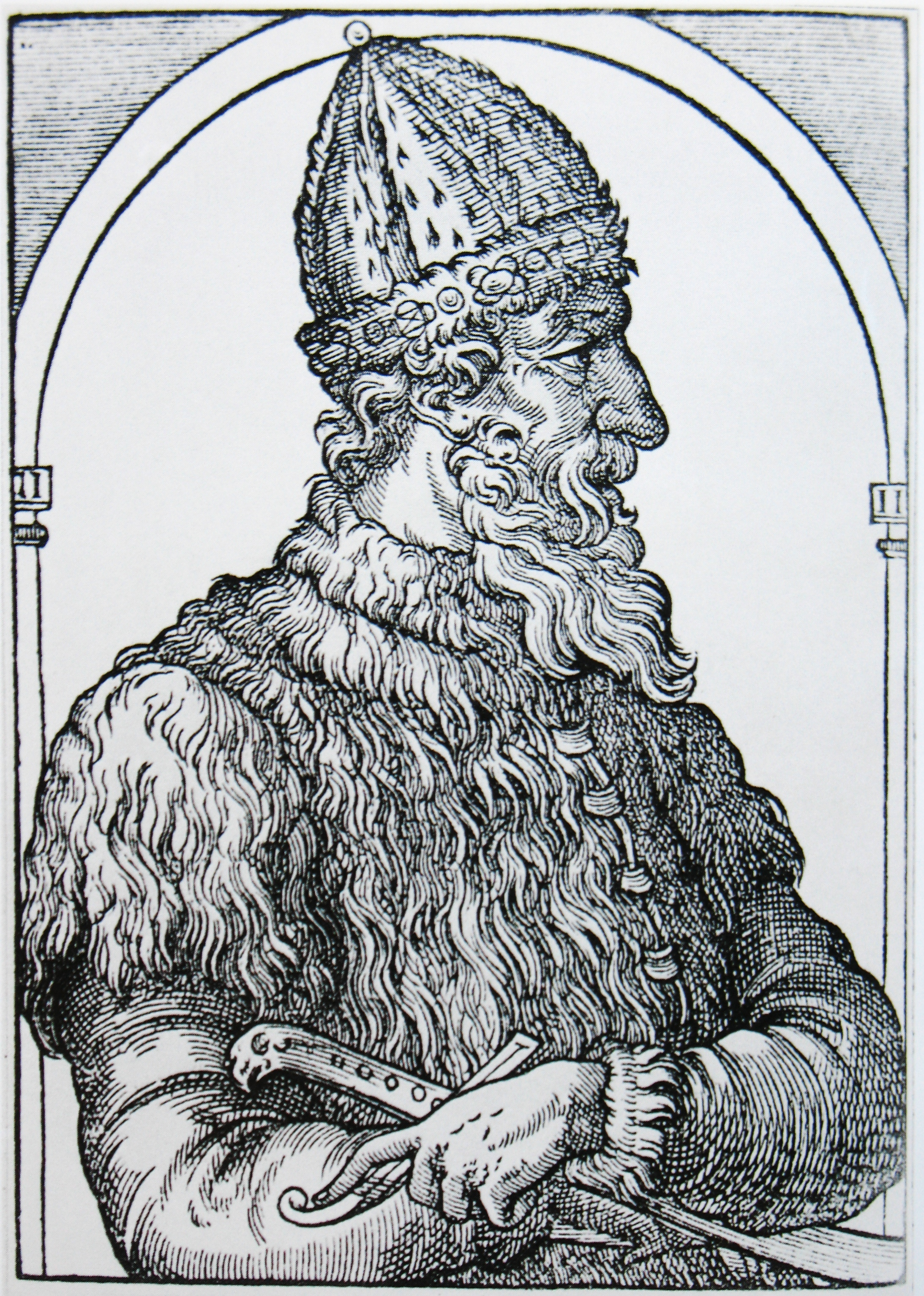
III. Iván (1440–1505).

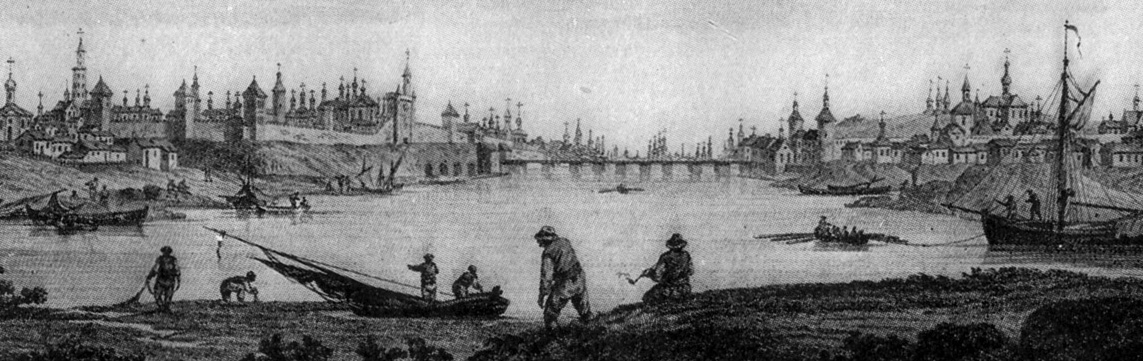
Novgorod az 1800-as évek végén

A novgorodi lakosság létszámának viharos növekedése gazdasági nehézségeket is okozott. Éleződtek a belső politikai feszültségek, harcok is. A városállam élelmezése a vlagyimir-szuzdali területről származó gabonától függött. E térség két vezető hatalma, Moszkva és Tver, kihasználták ezt politikai befolyásuk érvényesítésére.
A Moszkvai Fejedelemség egyre inkább kiemelkedett az orosz államok köréből és sorra beolvasztotta vetélytársait. 1478-ban került sor Novgorodra, amikor III. Iván cár annektálta a városállamot, és a függetlenség jelképét, a vecsére, a novgorodi törvényhozó gyűlésre hívó harangot Moszkvába szállíttatta. Novgorod Oroszország harmadik legfontosabb városa maradt egészen Rettegett Iván uralkodásáig, aki 1570-ben feldúlta a várost és sok ezer lakóját meggyilkoltatta, illetve rabláncra fűzve kitelepíttette. Novgorod azonban megőrizte kereskedelmi pozíciói nagy részét egészen 1703-ig, Szentpétervár alapításáig. Közben 1611-17 között svéd megszállás alatt volt. 1727-ben a Novgorodi kormányzóság székhelye lett.

### Novgorod a második világháborúban
Novgorodot sorsa megkímélte a tatárdúlástól, a városállam sikeresen visszaverte a Német Lovagrend támadását, és viszonylag gyorsan megszabadult a svéd megszállástól is. A második világháború során azonban a frontvonalba került, és már 1941. augusztus 15-én elfoglalták a németek. A megszállók szisztematikusan elpusztították a történelmi emlékeket. Amikor a Vörös Hadsereg 1944. január 20-án felszabadította a várost, a háború előtt ott állott 2536 kőépületből mindössze 40 maradt meg. Az egyházi és művészeti kincsek nagy részét is „biztonságba helyezték” Németországban. Az elhurcolt javak egy részét az amerikaiak visszajuttatták megszállási övezetükből, de zömüknek örökre nyoma veszett.
A nagynémet propaganda erkölcsi károkat is okozott. A német filmhíradók úgy kommentálták Novgorod bevételét, hogy Naugard, Kelet Nürnbergje, az ősi Hanza-város újra német kézre került. Egyúttal a város skandináv gyökereinek jelentőségét is végletesen eltúlozták.
A háború után a szovjet történettudomány a másik szélsőségbe esett – teljesen tagadta az „északi germánok”, a skandinávok szerepét a város előtörténetében. A szovjet tudósok közül azok, akik reálisan igyekeztek bemutatni a tényeket, üldöztetések áldozatául estek. Lev Klejn történészt, aki „normannista” nézeteket képviselt, még 1979-ben is három év börtönre ítélték – formálisan homoszexualitása miatt, ténylegesen azonban tudományos nézeteiért.
A városközpontot fokozatosan restaurálták a háború után. A Szovjetunió széthullását követően, 1992-ben a legfontosabb műemlék-együtteseket az UNESCO a világörökség részévé nyilvánította. 1998-ban a város hivatalosan is visszakapta középkori elnevezését: Velikij Novgorod (Nagy Novgorod; régi magyar szövegekben Novgorod Nagyságos Úr).

## Infrastruktúra
Az Oroszország északnyugati részén elhelyezkedő város közlekedésföldrajzi helyzete mai is – hasonlóképpen a vikingek idejéhez – különösen kedvező. Az ősi víziutak mellett ma inkább a Szentpétervár (189 km) és Moszkva (531 km) közötti fő vasúti és országúti (M10 autópálya) tengelyen való elhelyezkedése a lényeges, valamint közelsége a Baltikumhoz és az észak-európai országokhoz. Közvetlen vasúti kapcsolatai vannak Moszkvával (Leningrádi pályaudvar, éjszakai vonatok), Szentpétervárral, valamint Északnyugat-Oroszország fontos városaival, mint Pszkov vagy Murmanszk.
A város két repülőtere csak alkalmi járatokat fogad. A legközelebbi nemzetközi repülőtér a szentpétervári Pulkovo (180 km).
A Novgorodi terület lakosságának 96,3%-a orosz nemzetiségű, 71%-a városlakó. A munkaképes lakosság száma 390 ezer fő körül van. A dolgozók átlagos életkora 39 év, mintegy 50%-uk közép- vagy felsőfokú végzettségű.

## Gazdaság
A város jelentős és változatos iparral rendelkezik. Legnagyobb vállalatai műtrágyagyártással, fémfeldolgozással, csomagolóanyag-gyártással foglalkoznak, de jelentős a rádiótechnikai és elektromos eszközök előállítása, valamint az élelmiszeripar is.

## Egyetem
A Bölcs Jaroszlávról elnevezett Novgorodi Állami Egyetem 102 tanszékén 65 tárgyat tanítanak. Az 1132 oktató közül 101 a tudományok doktora, és mintegy 30-an akadémikusok. Az európai egyetemi osztályozási rendszer szerint a novgorodi egyetem a 13. helyet foglalja el a 46 oroszországi egyetem sorában.

## Látnivalók

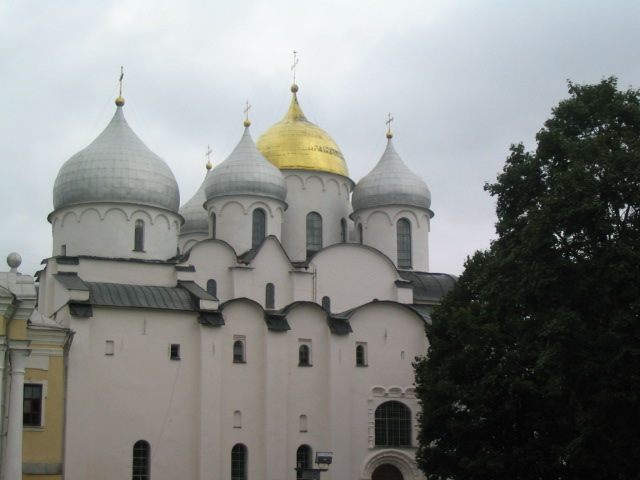
A Szófia-székesegyház (1045)

Mint a régi orosz városoknak általában, Novgorodnak is van saját Kremlje, azaz falakkal körülvett városmagja. Itt áll a híres Szófia-székesegyház, Oroszország ezeréves fennállásának emlékműve.
A Szent Szófia-katedrális a leghíresebb és legfontosabb műemlék a városban. 1041 és 1050 között építtette Novgorodi Vlagyimir herceg, apja, Bölcs Jaroszláv kijevi uralkodó útmutatása alapján. Ez a legjobban megőrzött orosz templom a 11. századból – és egyben az első olyan, amely a karakterisztikus orosz építészet elvei szerint épült szigorú falakkal, hagymakupolás tornyokkal. Ez az építészeti stílus a bizánci stílusból alakult ki. A templom freskóit az 1100-as években festették és 1860 körül renoválták. Ikonográfiája bizánci, például Nagy Konstantin és édesanyja, Helena császárné ábrázolásával. A katedrális bronzkapuit 1156-ban Magdeburgban öntötték, és a novgorodiak állítólag a korabeli svéd fővárosból, Sigtunából zsákmányolták 1178-ban. A katedrális az 1400-as évekig Novgorod ceremoniális és hitéleti központja volt.
A Szófia név a görög bölcsesség szóból származik. Az építését kezdeményező Jaroszláv addigra már megkapta a „Bölcs” előnevet, de a névadás fő szempontja a konstantinápolyi Hagia Szophiára utalás volt.
Az egyházi építészet mellett és azzal természetes összefüggésben Novgorod az orosz ikonfestészet egyik legfontosabb központjává is vált. Az ikonfestészet novgorodi múzeumában 14 teremben 268 értékes ikon található a 12-15. századból, köztük Andrej Rubljov és Feofan Grek művei.
Wikimapia űrfotó A novgorodi Kreml az egyik legrégibb ilyen erődítmény Oroszországban. Első említése 1044-ből való, mai falai az 1400-as évekből származnak. Itt zajlottak a legfontosabb novgorodi társadalmi események, a külföldi követek fogadása, a hadjáratok előtt a csapatok itt gyülekeztek, itt került sor a törvényhozó gyűlésekre (vecse) is.

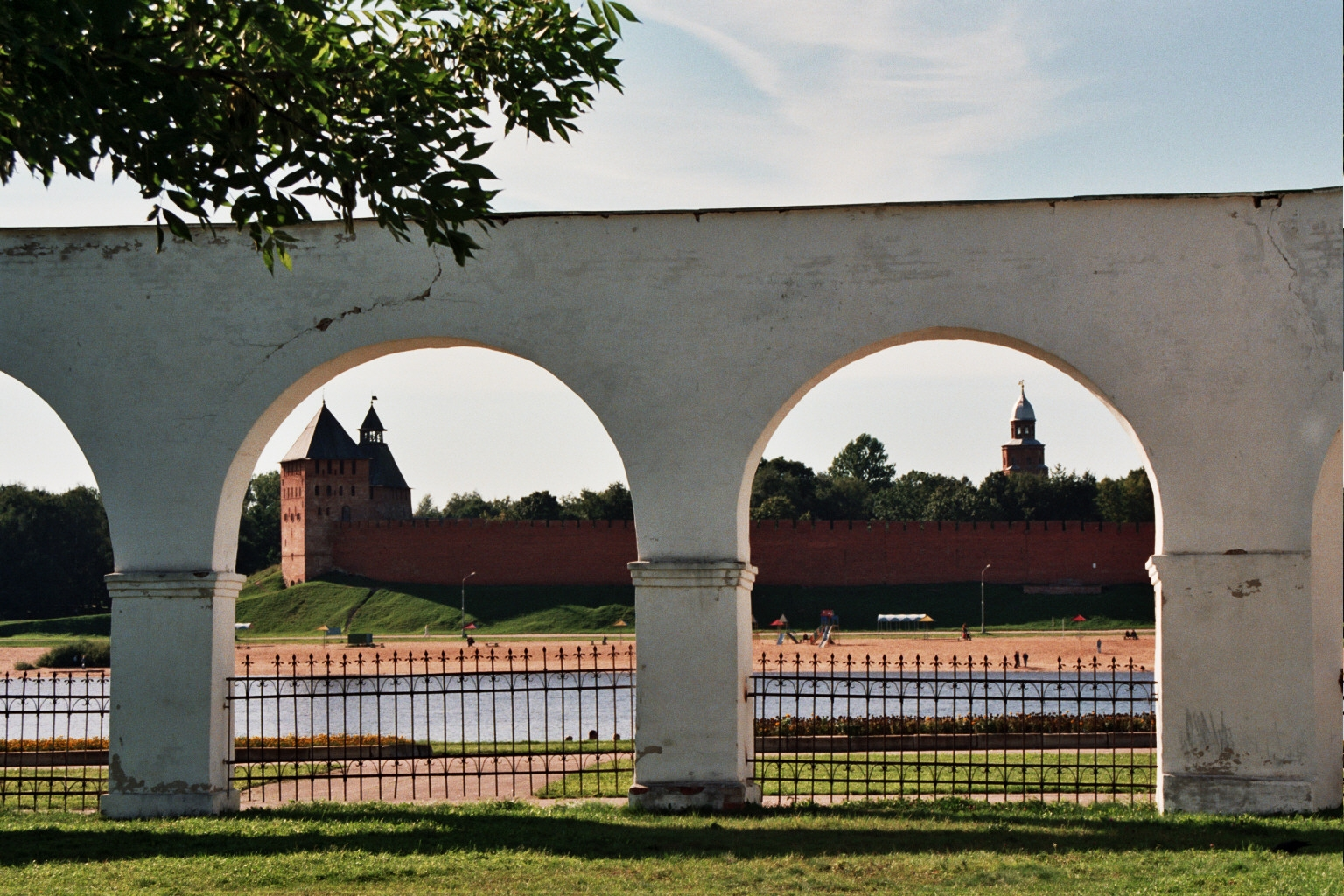
A volt kereskedői negyed árkádjai, háttérben a novgorodi Kreml

A Kremlben található Oroszország legrégibb palotája is, az érseki palota, amelyet német mesterek építettek 1433-ban gótikus stílusban. Ugyancsak itt található a legrégibb orosz harangtorony (1493-ból), az 1500-as és az 1700-as évekből származó harangokkal. A legidősebb orosz óratorony is itt áll, 1673-ból. Az újabb építmények közül figyelemre méltó az 1771-ben épült cári palota és az 1862-es millenniumi emlékmű, amely 15,7 méter magas, és 65,5 tonna bronzot tartalmaz. Az emlékművön 109 orosz történelmi személy alakját formázták meg.
A városban további 39 templom áll. A szabadtéri múzeumban faépületek, templomok, házak, malmok láthatók a környező területről. A legrégebbiek az 1300-as évekből származnak.

## Híres emberek
- Itt született Ivan Logginovics Goremikin (1839–1917) orosz politikus, miniszterelnök

## Testvérvárosok
- Bielefeld, Németország
- Nanterre, Franciaország
- Strasbourg, Franciaország
- Watford, Nagy-Britannia
- Rochester, NY, USA
- Cepo, Kína
- Uusikaupunki, Finnország
- Moss, Norvégia

## Fordítás
- Ez a szócikk részben vagy egészben  a   Novgorod című norvég Wikipédia-szócikk fordításán alapul.  Az eredeti cikk szerkesztőit annak laptörténete sorolja fel. Ez a jelzés csupán a megfogalmazás eredetét és a szerzői jogokat jelzi, nem szolgál a cikkben szereplő információk forrásmegjelöléseként.